# Vengo a prenderti stasera
Vengo a prenderti stasera è uno spettacolo teatrale tratto da La morte dei comici di Lorenzo Beccati e Valerio Peretti Cucchi. La sceneggiatura è di Diego Abatantuono, Nini Salerno, Giovanni Bognetti e la regia è di Diego Abatantuono con Nini Salerno e Mauro Di Francesco.

## Trama
Un comico al tramonto (interpretato da Mauro Di Francesco), che non ha mai raggiunto il successo, incontra la Morte (Nini Salerno) e scopre che è una Morte "speciale" dato che si occupa di portare nell'aldilà solo i comici. Inizia tra i due personaggi un alternarsi di esilaranti momenti di conflittualità e di complicità. Il comico mette a nudo le sue folli paure cercando di prendere tempo. La Morte, capace di compiere stupefacenti magie, si prodiga per convincerlo a spirare subito per portarlo nell'inferno dei comici ma il comico si ribella. 
Tra i momenti esilaranti s'insinuano momenti toccanti. Infatti, la Morte racconta con orgoglio dei comici che ha conosciuto, ovviamente per motivi di "lavoro": Totò, John Belushi, Massimo Troisi, Walter Chiari, Stanlio e Ollio, Charlie Chaplin, Vittorio De Sica e altri. Gli equivoci e i contrasti tra i due proseguono sino ad approdare a un clamoroso colpo di scena finale.